# Grande Porto

Lage von Grande Porto

Grande Porto (Großraum Porto) ist eine portugiesische Subregion, Teil der Região Norte. Während Espinho zum Distrikt Aveiro gehört, sind die übrigen Kreise dem Distrikt Porto zugeordnet. Die Nachbarregionen sind Cávado im Norden, Ave und Tâmega im Osten, Entre Douro e Vouga und Baixo Vouga im Süden und der Atlantik im Westen. Auf der Fläche von 817 km² lebten im Jahre 2009 1.285.352 Menschen.
Die neun Kreise (concelhos) sind:
- Espinho
- Gondomar
- Maia
- Matosinhos
- Porto
- Póvoa de Varzim
- Valongo
- Vila do Conde
- Vila Nova de Gaia